# Hirakata
Hirakata (枚方市, Hirakata-shi) est une ville située au nord-est de la préfecture d'Ōsaka, dans le Kansai, au Japon. Elle est contiguë aux préfectures de Nara et Kyoto.

## Géographie

Hirakata au sein de la préfecture d'Osaka.

À Hirakata coule la rivière Yodo. La rivière commence au lac Biwa et elle va jusqu'au golfe d'Osaka. Elle a 75 kilomètres de long. Il existe aussi un grand parc appelé Yamadaikekoen à Fujisaka.

### Hotani
Hotani est choisi parmi les 100 meilleures collines du Japon, et le quartier est aussi réputé pour ses fantômes. Les personnes dans Hotani fêtent la récolte en automne.

## Histoire
La ville est la scène de la légende de Tanabata.
Ce lieu fut également la capitale du Japon durant quelques années (507-511), centrée sur le palais de Kusuba, pendant la période supposée du règne de l'empereur Keitai.
Hirakata possède quelques monuments historiques, comme le temple de Kudara. Il y a également une rue historique entre la gare de Hirakata et la gare de Hirakatakoen. À Hirakata, il y a quatre vieilles routes. Ce sont les routes de Higashikouya, Yamane, Kyo, et Iwafune.
Kagiya est le nom des maisons où habitaient les commerçants qui travaillaient sur la rivière Yodo pendant l'ère Edo.

## Transports
Reliée à Osaka et Kyoto par la ligne principale Keihan, la ville est bien desservie en trains et bus. En 2010, la deuxième route Keihan est entrée en service. Il y a beaucoup de restaurants près de la gare de Hirakatashi.

## Sécurité
En 2012, il y a eu 91 cambriolages, 69 vols à l'arraché et aussi des escroqueries (notamment par téléphone). Il y a aussi eu 2 092 accidents de circulation. En 1998, on a constaté 10 973 infractions de la route. La police de Hirakata a renforcé ses patrouilles. En 2012, il n'y avait plus que 1 587 infractions, soit une diminution de 9 386.

## Universités
Cette ville de plus de 400 000 habitants est réputée pour son université internationale Kansai Gaidai (littéralement Université des langues étrangères du Kansai). La ville accueille donc chaque année environ 500 étudiants internationaux. Kansai Gaidai a deux campus, Nakamiya et Gakkentoshi (le campus de Gotenyama ouvrira en 2018). Outre Kansai Gaidai, on ne trouve pas moins de quatre autres universités qui portent le nombre d'étudiants à plus de 16 000 :
- Osaka International University (大阪国際大学)[14] ;
- Osaka Institute of Technology[15] ;
- Université Setsunan[16] ;
- Kansai Medical University[17].

## Industries
Il y a un terrain de golf international à côté de la gare de Tsuda. Une industrie du textile est également présente. Il y a la première succursale de Tsutaya.

## Tourisme
- Le parc Hirakata (ひらかたパーク). C'est un parc thématique qu'on appelle souvent en abrégé « Hirapa-a ». Il est 2e parc le plus populaire à Osaka après USJ. Les montagnes russes sont populaires, et, en été, il y a une piscine qui est populaire auprès des enfants. C'est le plus vieux parc d'attractions au Japon. Parmi les attractions, il y a des grandes montagnes russes[19].
- Kuzuha Mall (くずはモール). C'est un centre commercial situé près de la gare de Kuzuha. Il a été créé en 1972. Un train de la compagnie Keihan y est exposé[20].

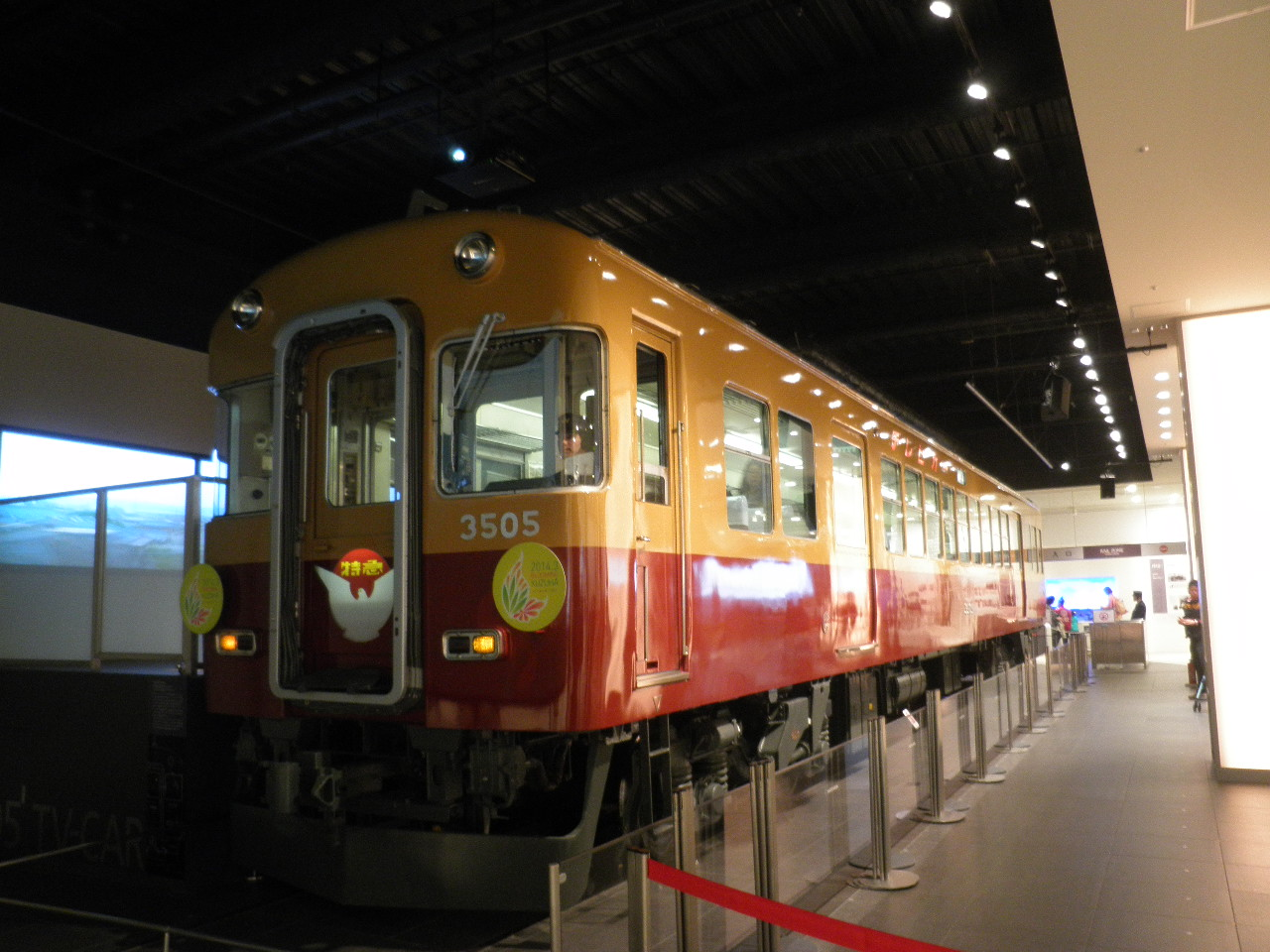
Train Keihan dans le Kuzuha Mall.

- Hirakata-juku (枚方宿). Hirakata avait prospéré comme ville relais et port à l'époque d'Edo. Il y a une rue historique[21].

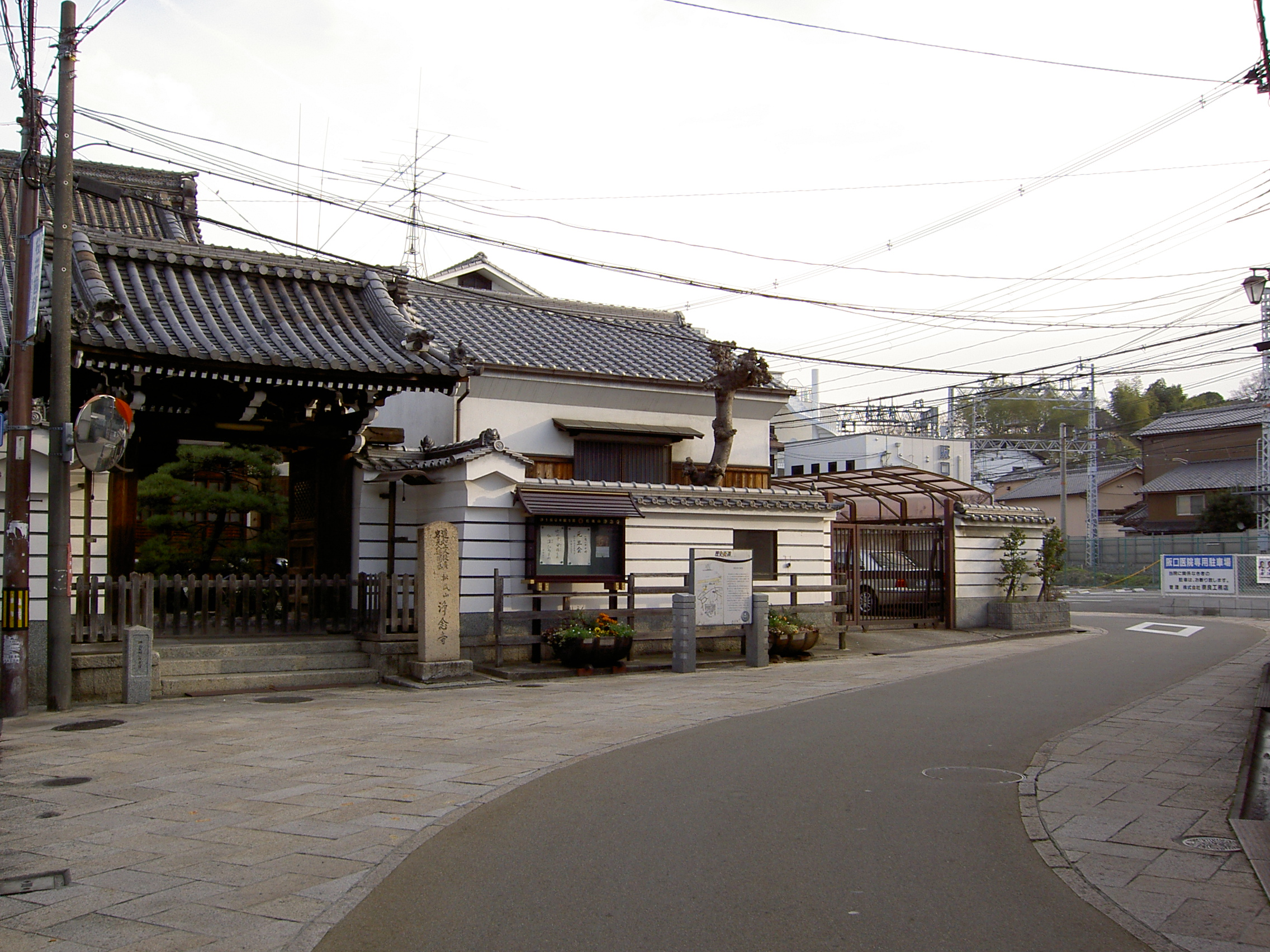
Hirakata Juku.

- Parc de Yamada-ike (山田池公園). C'est un grand parc naturel (67,4 hectares) près de la station de Fujisaka. Il y a des jardins de fleurs, une colline gazonnée, un square et une place pour barbecue[22].
- Hirakata Hakkei (枚方八景). C'est huit paysages remarquables[23] :

1. Yodogawa des quatre saisons (淀川の四季) ;
2. Le bois des vestiges d'un temple à Kuzuha (樟葉宮跡の杜) ;
3. Les cerisiers à Makino (牧野の桜) ;
4. La lune dans l'étang à Yamada (山田池の月) ;
5. La vue de Kunimi-yama (国見山の展望) ;
6. Shohu du vestige d'un temple à Kudara (百済寺跡の松風) ;
7. L'ombre des feuillages à Mannenji-yama (万年寺山の緑陰) ;
8. La rangée des arbres au HLM Kouri (香里団地の並木).

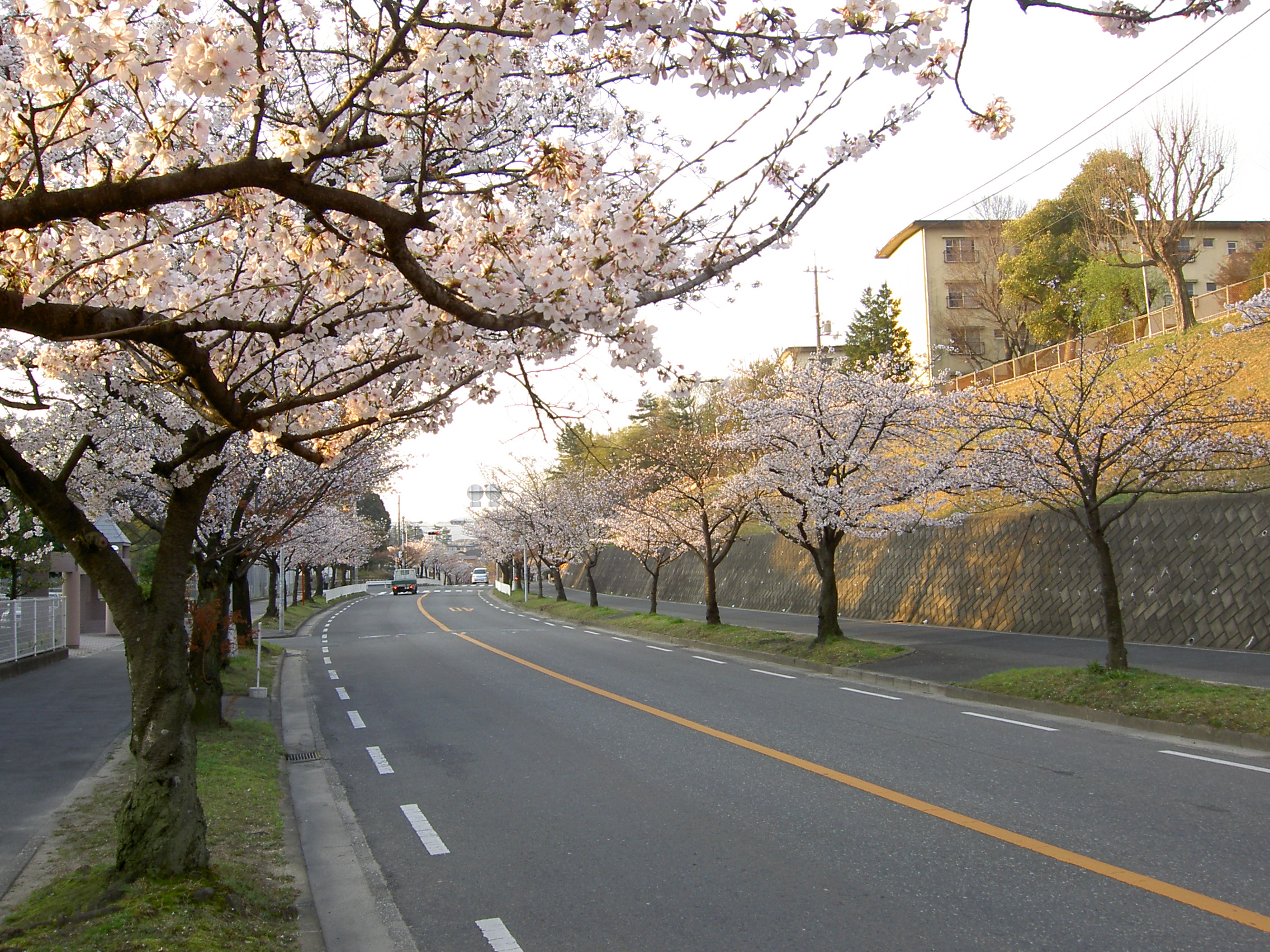
Rangée des arbres au HLM Kouri.

- Le sanctuaire Ogami (意賀美神社). C'est un sanctuaire qui est bien connu pour ses fleurs de pruniers au printemps[24].

## Spécialités de la ville
- Les figures en chrysanthèmes. Cette culture a cent ans d’histoire ; il y a un spectacle caractéristique en automne. Les vêtements des figures sont fabriqués en chrysanthèmes selon un thème différent chaque année[25].

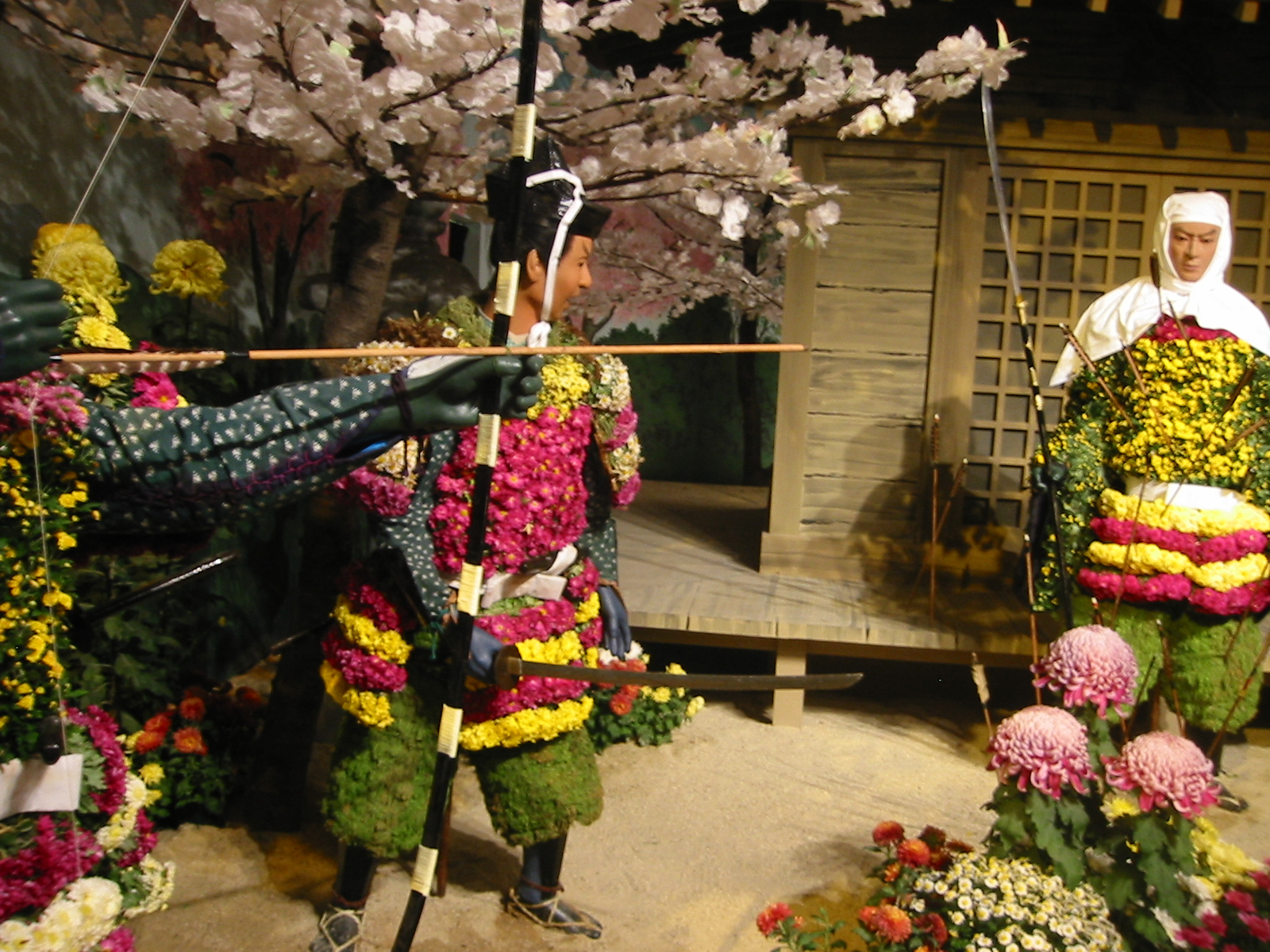
Figures en chrysanthèmes au Hirakata Park.

- Les sōmen. Dans les quartiers Tsuda et Hotani, on fait des sōmen depuis 200 ans[26], mais, maintenant, la production diminue et seul un producteur à Tsuda et trois producteurs à Hotani font encore des somen[27].
- Les raisins. À Hirakata, on cultive beaucoup de raisins et le rendement est au 9e rang au Japon. On cultive particulièrement les Delaware[28].
- Les Kurawanka-mochi. C’est un gâteau spécial de Hirakata. Il a plus de 400 ans d’histoire. Il était vendu par des commerçants qui montaient dans les bateaux de Kurawanka (Kurawanka-Fune) à l’époque d’Edo. De nos jours, on peut les acheter dans des magasins, et il y a 12 variétés de goût[29].

## Événements
Marathon : en février 2013, il s'appelle « Yodogawa Kanpei marathon ». Beaucoup de comédiens courent avec les participants.

## Personnalités
- Jun'ichi Okada, un membre du groupe d'idoles masculins japonais V6[31], est de Hirakata, ainsi que le groupe Janne Da Arc.
- Yoshimitsu Takashima, homme politique y est né en 1941
- Hikaru Nakamura, joueur d'échecs américain, grand maître international classé Top 2 mondial (en 2023), y est né en 1987.

## Mascottes
- Hikoboshi-kun

Il est la mascotte de Hirakakata. Il est fait sur le modèle de l'homme qui s'appelle Hikoboshi dans la légende de Tanabata, qui se déroule dans la ville. Il a été créé pour développer l'industrie .
- Kurawanko

C'est un chien et l'ambassadeur du tourisme d'Hirakata. 
- Mikke

C'est une chatte et elle porte un costume de prêtresse. Elle fait de la publicité pour la rue commerçante de Kuzuhamiya Omotesando.

## Quelques dates clefs
- 530 : Hirakata est mentionnée dans le Nihon shoki.
- 1600-1688 : Hirakata était une ville d'étape pendant l'époque Edo, Hirakata-juku.
- 1910 : entrée en service de la ligne de train Keihan ; construction de quatre gares : Kuzuha, Makino, Hirakata Higashiguchi et Kousenji.
- 1939 : explosion d'une poudrière de l'Armée de terre. Construction de la poudrière Uji.
- 1947 : la ville s'agrandit de 40, 62 km2 et 41 041 habitants en absorbant des localités voisines.
- 1971 : La Charte des citoyens de la ville de Hirakata est instituée.
- 1976 : la population a dépassé 300 000 habitants.
- 2010 : la 2e Route Keihan est entrée en service.

## Villes jumelées
- Shimanto depuis 1974
- Bekkai depuis 1987
- Takamatsu depuis 1987
- district de Changning (Shanghai) depuis 1987
- Logan City depuis 1995

## Photographies

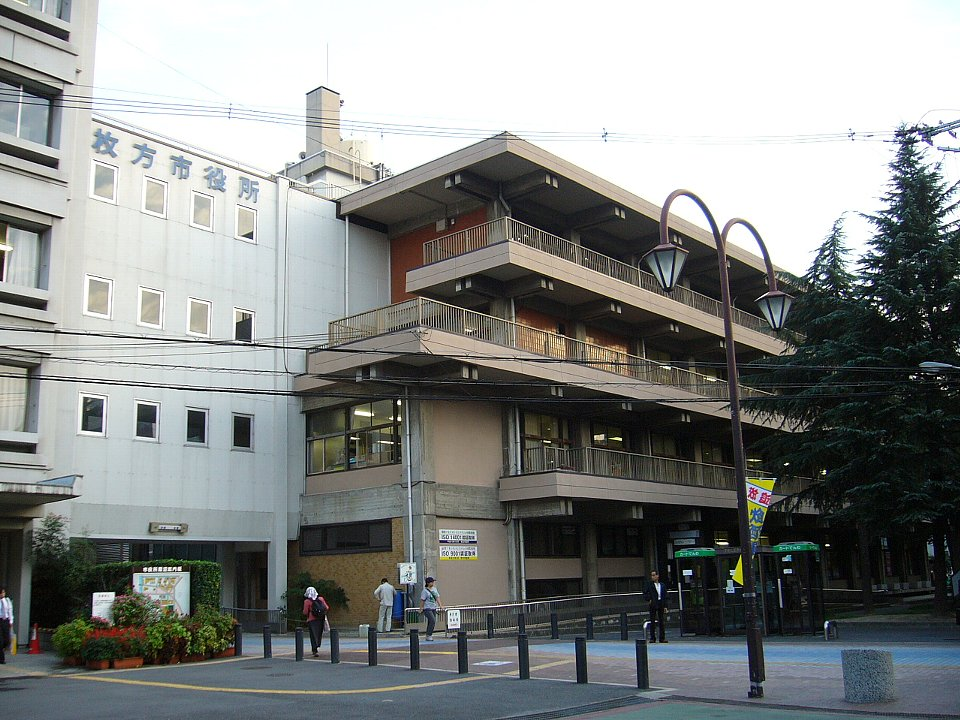
Mairie de Hirakata.
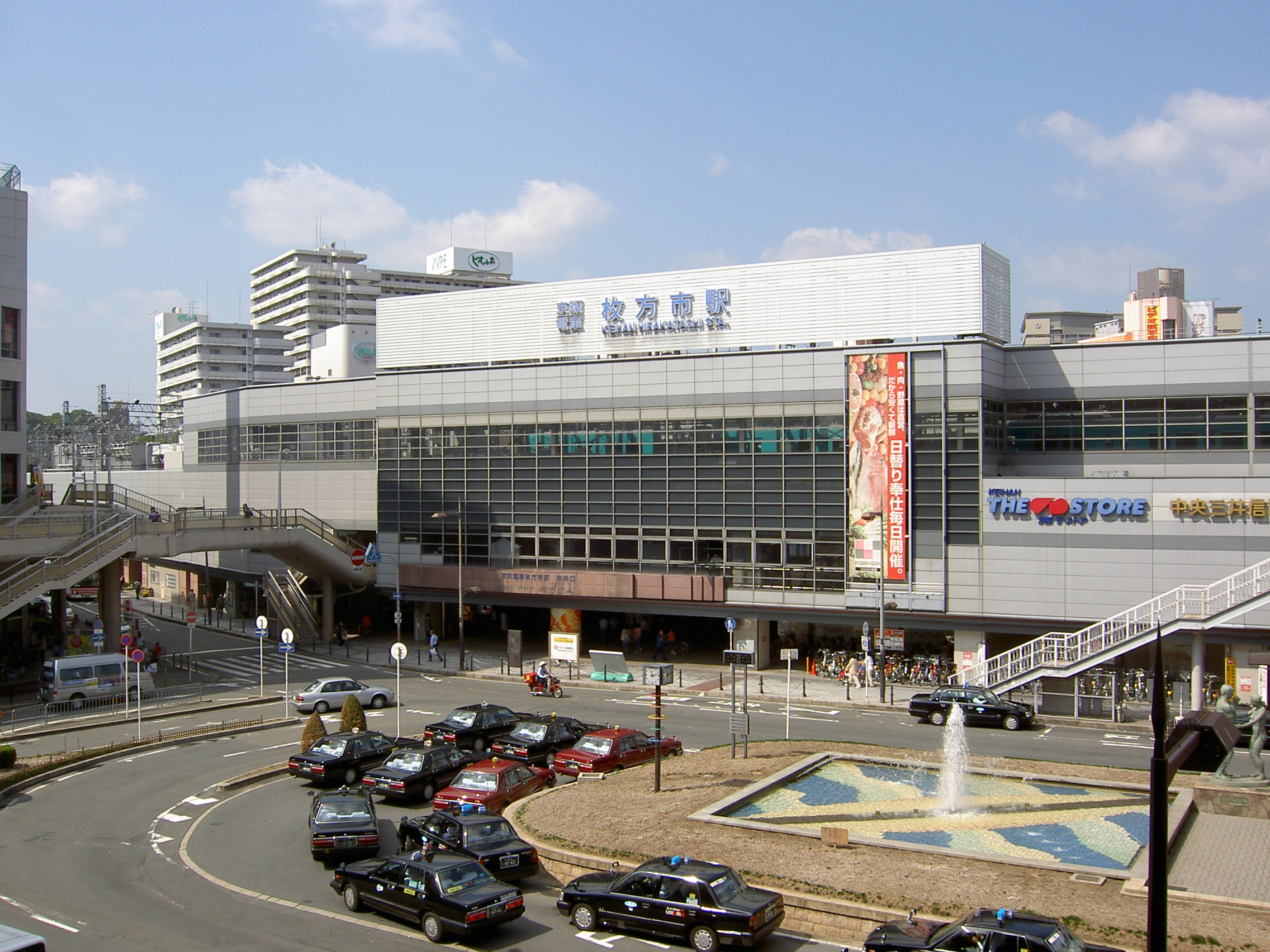
Entrée sud de la gare de Hirakata.
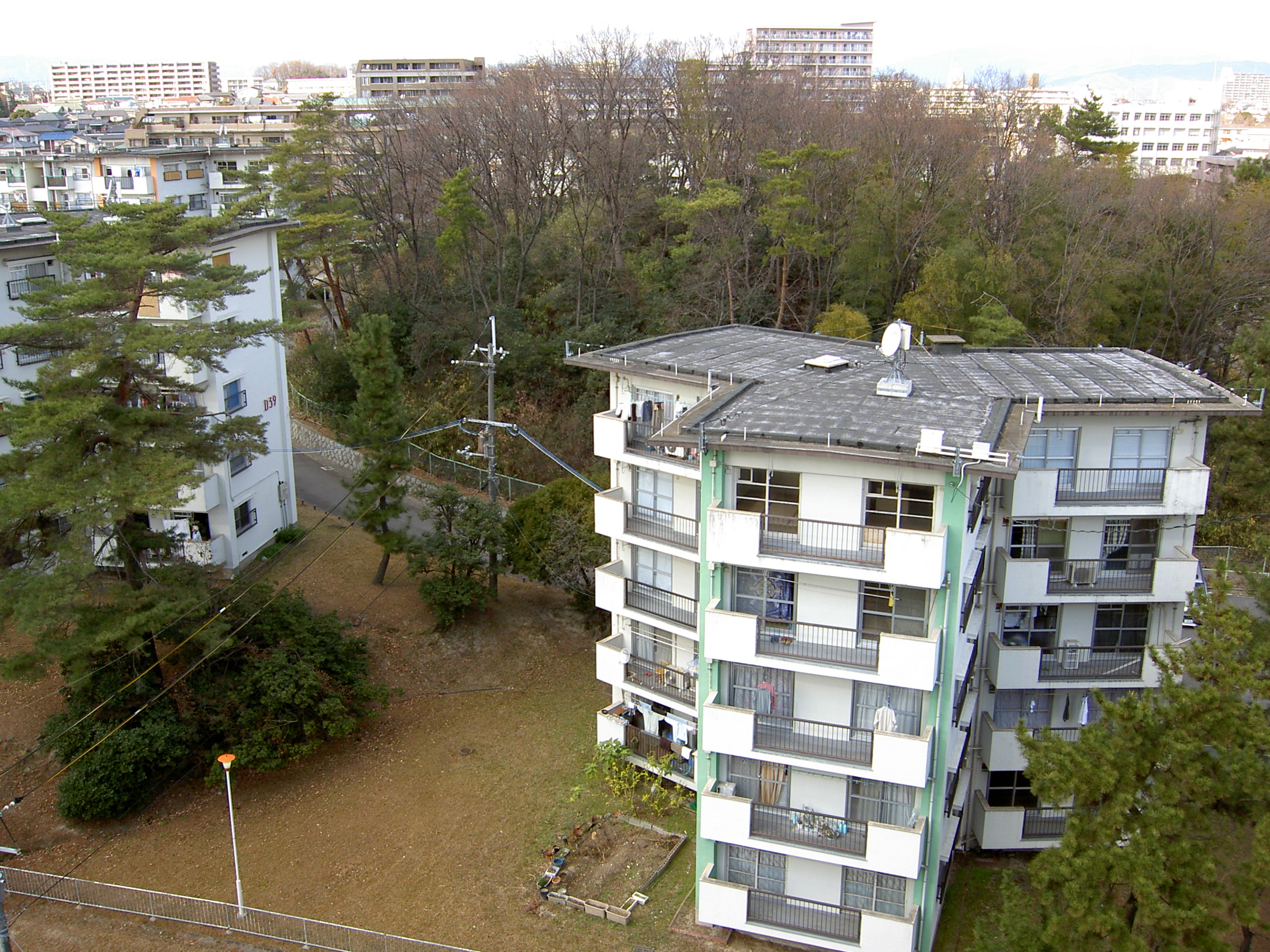
Quartier résidentiel de Kori.
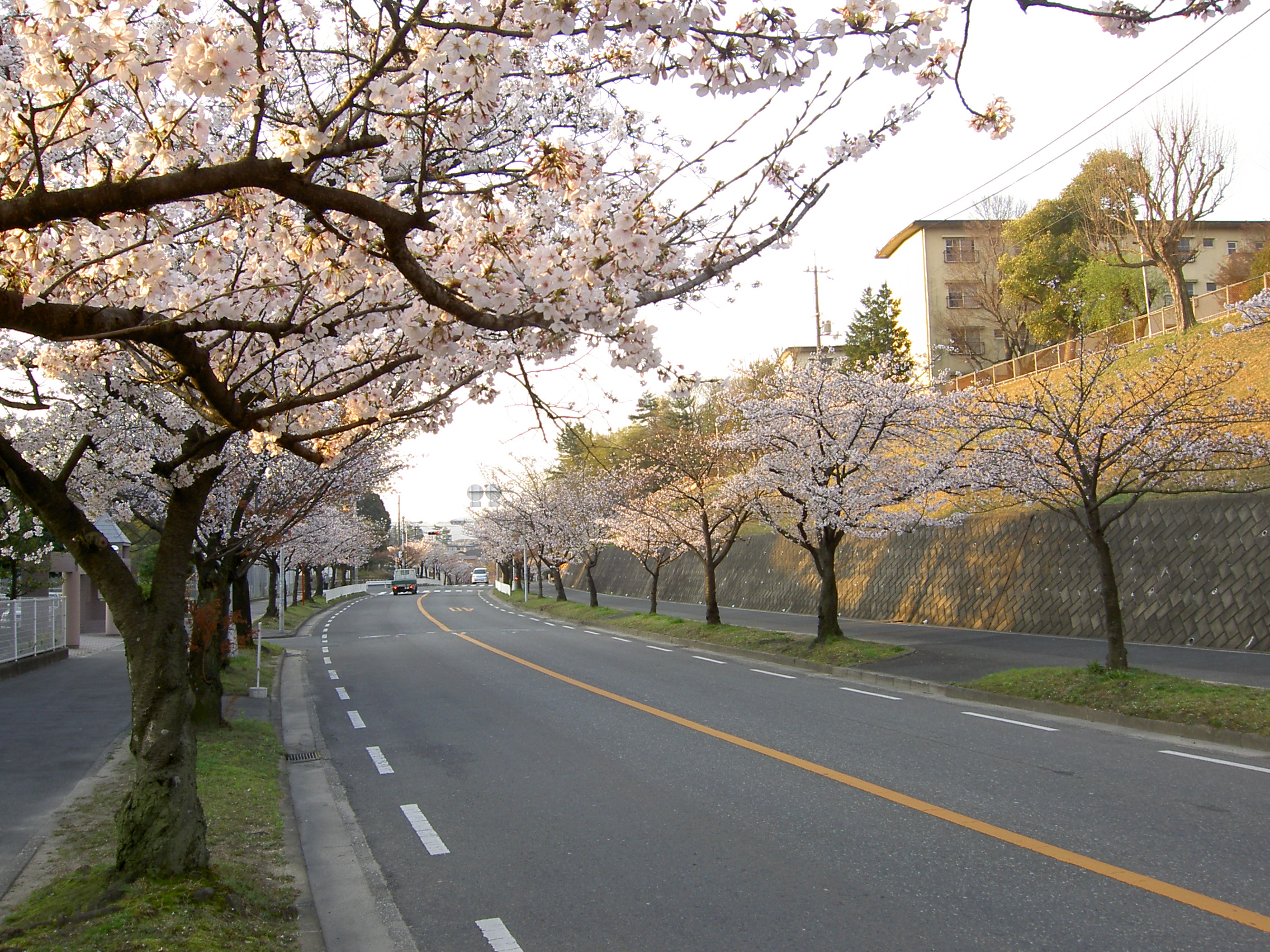
Cerisiers en fleurs le long d'une route.